# Gerda Viecenz

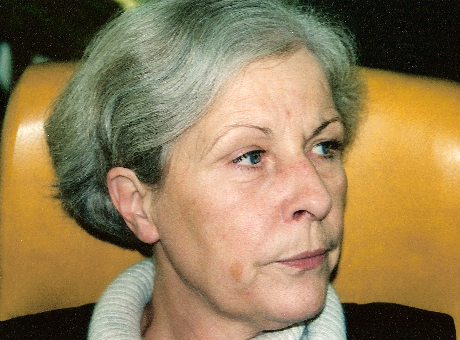
Gerda Viecenz, 1996

Gerda Viecenz (geb. Fuchs; * 29. März 1944 in Oppeln; † 13. November 2005 in Leipzig) war Förderin der bildenden Kunst und eine gesellschaftlich stark engagierte Bürgerin. Sie lebte zuletzt in Leipzig und widmete ihr Leben der Förderung der bildenden Kunst.

## Leben
Gerda Viecenz wuchs nach der Vertreibung ihrer Familie 1945 in Kamenz und Osnabrück auf und wurde in Dresden zur Kinderkrankenschwester ausgebildet. Nach dem 1965 erfolgten Umzug nach Leipzig arbeitete sie ab 1982 im Leipziger Büro des Verbandes Bildender Künstler der DDR (VBK). Sie setzte sich damals nicht nur für die von offizieller Seite geduldeten und geförderten Künstler ein, sondern auch für von der Staatssicherheit (Stasi) verfolgte. Ihr politisches Engagement mündete 1989 in der Teilnahme an der Leipziger Montagsdemonstration und der Mitgründung des Leipziger Runden Tisches und des Neuen Forums.
Seit 1990 übernahm sie die Geschäftsführung des Bundes Bildender Künstler Leipzig, im gleichen Jahr zeichnete sie maßgeblich verantwortlich für die Gründung des Sächsischen Künstlerbundes, dessen Geschäftsführung sie später ebenfalls übernahm. Jungen und alten Künstlern, bekannten und unbekannten gleichermaßen, bot sie ein Ausstellungs- und Verkaufsforum mit ihrem bundesweit beachteten Kunstkaufhaus in Leipzig-Mockau, Rosenowstraße 22. In Schkeuditz rief sie das soziokulturelle Zentrum art Kapella ins Leben. Sie bekannte sich politisch zu Bündnis 90/Die Grünen, kandidierte mehrfach für den sächsischen Landtag und war seit 1998 bis zu ihrem Tode Sprecherin der Bundesarbeitsgemeinschaft Kultur von Bündnis 90/Die Grünen. Als Vorstandsmitglied der Gewerkschaft Ver.di in Sachsen war sie auch dort zuständig für den Kulturbereich. Im Januar 2004 erhielt sie für ihr bürgerschaftliches Engagement das Bundesverdienstkreuz am Bande.
Gerda Viecenz war seit 1965 mit dem Bildhauer und Keramiker Herbert Viecenz verheiratet und hatte mit ihm zwei Söhne.